# Ярославль (пароход, 1892)
«Ярославль» — товарно-пассажирский пароход Добровольного флота Российской империи, проектировавшийся специально для перевозки заключённых из европейской части России на Дальний Восток, первый из шести однотипных пароходов. Во время Русско-японской войны был передан Морскому ведомству Российской империи и в составе Второй Тихоокеанской эскадры перешёл из Балтийского моря в Тихий океан, однако в Цусимском сражении участия не принимал и после войны был возвращён Добровольному флоту. Во время Первой мировой войны привлекался для военных перевозок, после подписания Брестского договора в марте 1918 года был реквизирован британскими властями в Данди использовался фирмой Royal Mail Steam Packet Co. в качестве товарного парохода. В апреле 1923 года по решению суда был передан Советскому Союзу и включен в состав советского Добровольного флота, однако из-за плохого технического состояния уже сентябре того же года продан на слом. 23 октября 1923 года при следовании к месту разборки сел на камни у берегов Дании, в следующем году снят с камней и перепродан на разбор итальянской компании и разобран на металлолом в Генуе.

## Описание парохода

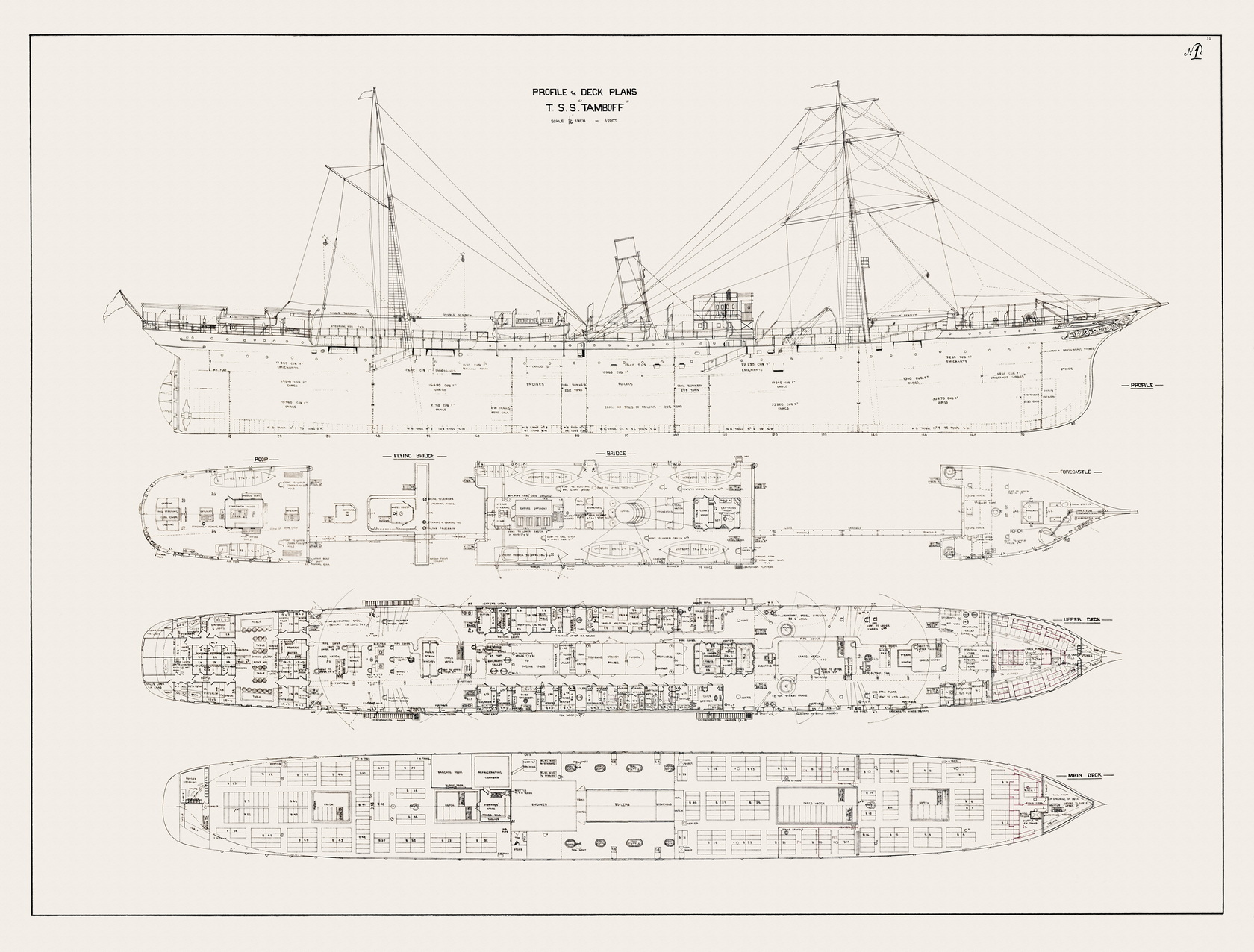
Чертёж однотипного парохода «Тамбов»

Винтовой пароход со стальным двухпалубным корпусом с двойным дном. Первый из шести однотипных пароходов, заказанных в 1890-х для нужд Добровольного флота в Англии. Водоизмещение судна составляло 8950 тонн, грузоподъёмность — 4519 тонн и вместимость — 4495 брт/2619 нрт. Длина парохода по сведениям из различных источников составляла от 119,85 до 127 метра, ширина — 13,41 метра, осадка носом 7,47 метра, а осадка кормой 9,45 метра. На судне были установлены две вертикальные трёхцилиндровые паровые машины ройного расширения мощностью 407 номинальных лошадиных сил, что составляло 2500 индикаторных лошадиных сил, четыре цилиндрических паровых котла и одна дымовая труба, в качестве движителя использовались два гребных винта и парусное вооружение шхуны на двух мачтах. Все механизмы на пароходе были производства компании Denny & Со. Максимальная скорость парохода могла достигать 12—13 узлов, запас угля на судне составлял 967 тонн, что при средней скорости в 10 узлов позволяло обеспечить дальность плавания в 5700 миль. Экипаж состоял из 110 человек. Был первым двухвинтовым пароходом Добровольного флота. Артиллерийское вооружение на судне, как и на других однотипных пароходах, не устанавливалось.
Каюты парохода позволяли разместить 2 пассажиров I класса и до 9 пассажиров II класса, а также до 800 арестантов и 60 конвоиров. Освещение парохода обеспечивалось вырабатывающими электричество установками Холмса с паровыми двигателями Чандлера, а для обеспечения тепла в течение долгих переходов — паровым отоплением, которое в том числе отапливало каждое арестантское отделение. Пространство для заключённых находилось между верхней и средней палубами и состояло из четырех отделений, кажое из которых делилась на две половины поперечной решёткой. Два из четырёх отделений располагались в кормовой части от кормы до машинного отделения и ещё два — в носовой части. Лёгкие деревянные нары для сна арестантов крепились к решёткам отделений и железным стойкам в два яруса. При необходимости они поднимались и закреплялись к верхней палубе. Между решётками камер и бортами судна с иллюминаторами располагались коридоры шириной около 1 метра, которые не только обеспечивали круговую циркуляцию воздуха в отделениях, но и позволяли не ставить охрану вдоль бортов судна с наружной стороны во время остановок в портах, поскольку исключали возможность передачи заключённым запрещенных предметов. Вентиляция арестантских помещений осуществлялась посредством отдельных люков для каждого из отделений, бортовых иллюминаторов и вентиляционных железных труб с подвижными раструбами, поворачивающимися против ветра. В каждом из отделений было установлено по 4 трубы: по две трубы в углах просвета люков, так называемые «люковые» и по одной над каждым из двух входов в отделения, исключением являлось только четвёртое отделение, для которого над входами вместо вентиляционных труб использовались две широкие двойные трубы, выходящие на полуют. Более крупные трубы спускались непосредственно в отделения, а меньшие — в трюм. Помимо этого в качестве вентиляционных труб меньшего диаметра и не оборудованных раструбами на пароходе использовались полые кнехты, которые были выполнены в виде коротких труб с широкими стенками и с верхней палубы в бортовой коридор. На верхней палубе на концы этих трубок во время уборки навинчивались медные шляпки, однако большую часть времени кнехты эксплуатировались без них и обеспечивали циркуляцию воздуха в бортовых коридорах. Такая дополнительная вентиляция отсутствовала только в первом отделении, где это компенсировалось двумя дополнительными подвижными трубами, выходившими на полубак. В хорошую погоду вентиляционная система обеспечивала достаточную циркуляцию воздуха в помещениях, в плохих же погодных условиях или при длительных стоянках, когда часть вентиляционных приспособлений невозможно было использовать, для усиления циркуляции воздуха на пароходе подключали две использовавшиеся для освещения судна электродвигательные установки. Полный обмен воздуха в помещениях судна занимал около одного часа.

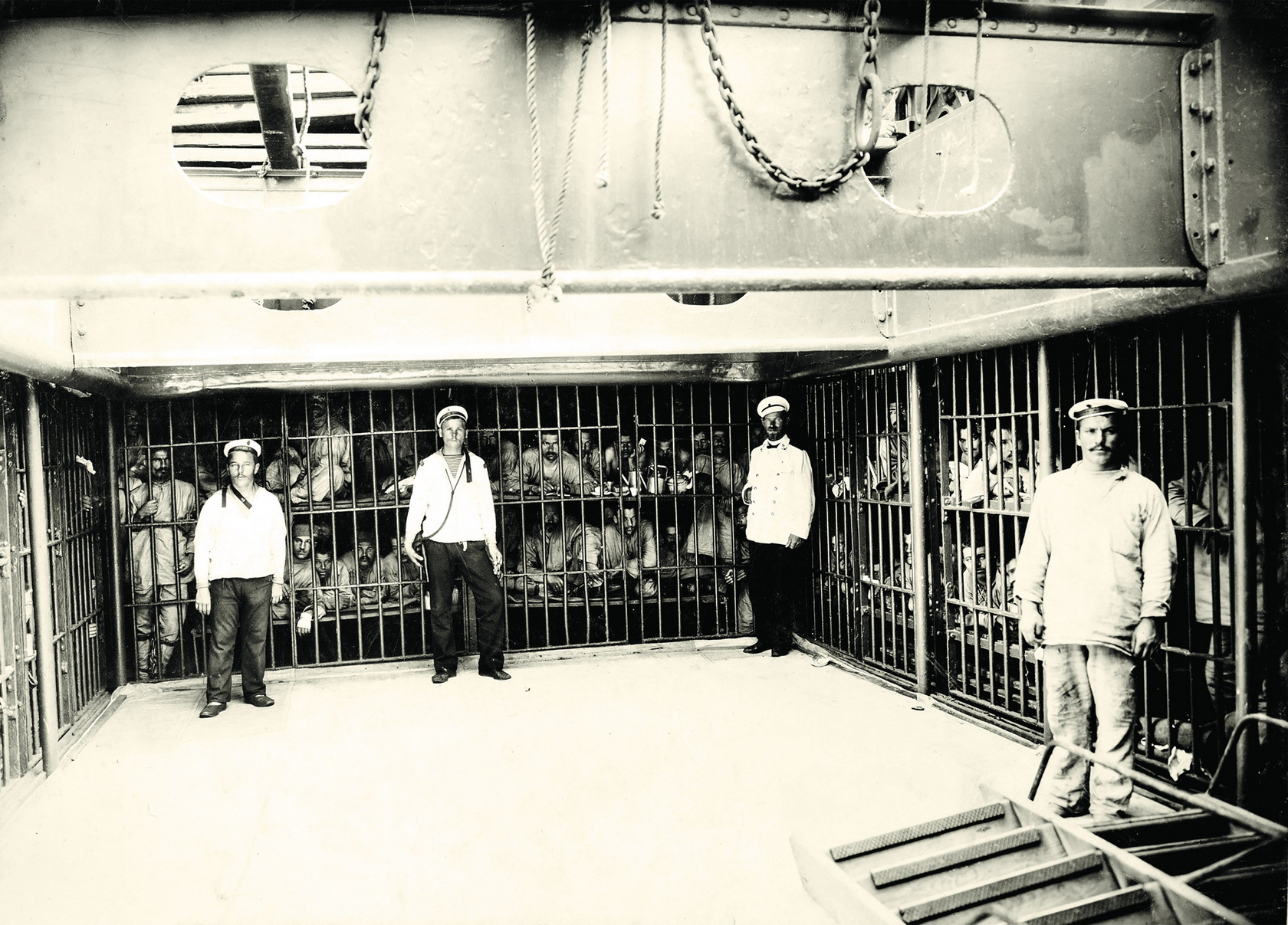
Внутреннее устройство отделения для ссыльнокаторжных на пароходе «Ярославль», 1893 год

В кормовой и носовой частях судна располагались две кухни для приготовления пищи для пассажиров и арестантов. Запасы продовольствия хранились в специальном отделении одного из трюмов, оснащенного рефрижераторной машиной Голля, вмещавшая до 4 тонн свежего мяса и ежедневно обеспечивавшая судовые лазареты необходимым количеством льда. Всего на борту парохода в кормовой его части были оснащены два лазарета на 10 и на 17 мест, которые представляли собой две надстройки на верхней палубе. В каждом из лазаретов был оборудован большие светлые люки, крышки которых открывались в обе стороны, а борта люков образовывали выдвижные рамы со стёклами, которые могли быть открыты даже при закрытых люках. Это позволяло обеспечить дополнительный приток воздуха с любой из четырёх сторон лазарета. Помимо этого двери лазаретов также были оборудованы широкими открывавшимися на палубу иллюминаторами. В лазаретах были оборудованы отдельные гигиенические помещения с туалетом, ванной, душем и умывальником с пресной водой, в таких помещениях также было по одному иллюминатору. Запасы пресной воды на судне были размещены в семи цистернах общей вместимостью 5 260 вёдер, а для бесперебойного снабжения экипажа пресная вода пополнялась с помощью парового опреснителя Хакенса, который позволял производить до 1 500 вёдер пресной воды за сутки. Для обеспечения арестантов использовались общие запасы, из которых вода перегонялась в специализированные лагуны, установленные в каждом из отделений, а также в ёмкости для воды, установленные в арестантских умывальниках в восьми туалетах. Туалеты для арестантов представляли собой железные надстройки на верхней палубе имевшие помимо арестантских входов из отделений по трапам дверь на палубу, закрывавшуюся снаружи, и большой иллюминатор, выходивший на рубку. Во время движения парохода туалеты непрерывно промывались морской водой с использованием помпы, подключенной к основному паровому двигателю, а во время стоянок — отдельной помпой.
Пароход был третьим судном в составе Добровольного флота, носившим наименование «Ярославль», в связи с чем во многих источниках упоминается как «Ярославль» (третий). И был назван в соответствии с традицией отмечать таким образом названия городов, которые внесли особый вклад в сбор пожертвований на формирование Добровольного флота.

## Особенности транспортировки арестантов
Отправка ссыльнокаторжных из Одессы на Сахалин как правило производилась два раза в год: в марте и августе. Предварительно арестанты доставлялись в Одессу по железной дороге в специализированных арестантских вагонах за неделю до отправки. Как правило вечерний поезд останавливался ночью около Одессы, а в 8 утра следующего дня подходил на платформу, располагавшуюся у карантинной казармы. После выгрузки из вагонов и проверки арестанты передавались под надзор местной полиции. После чего партиями по 15—20 человек заключённые вызывались в карантинную казарму, где по одному представали перед комиссией, состоявшей из офицеров, врачей и чиновников, которая проводила проверку документов, состояния здоровья и обстоятельств этапирования заключённых. Затем матросами военно-морского конвоя проводился досмотр вещей и изъятие всех запрещенных предметов у арестантов, после чего конвой сопровождал партии заключённых на борт парохода и размещал их в отделениях.

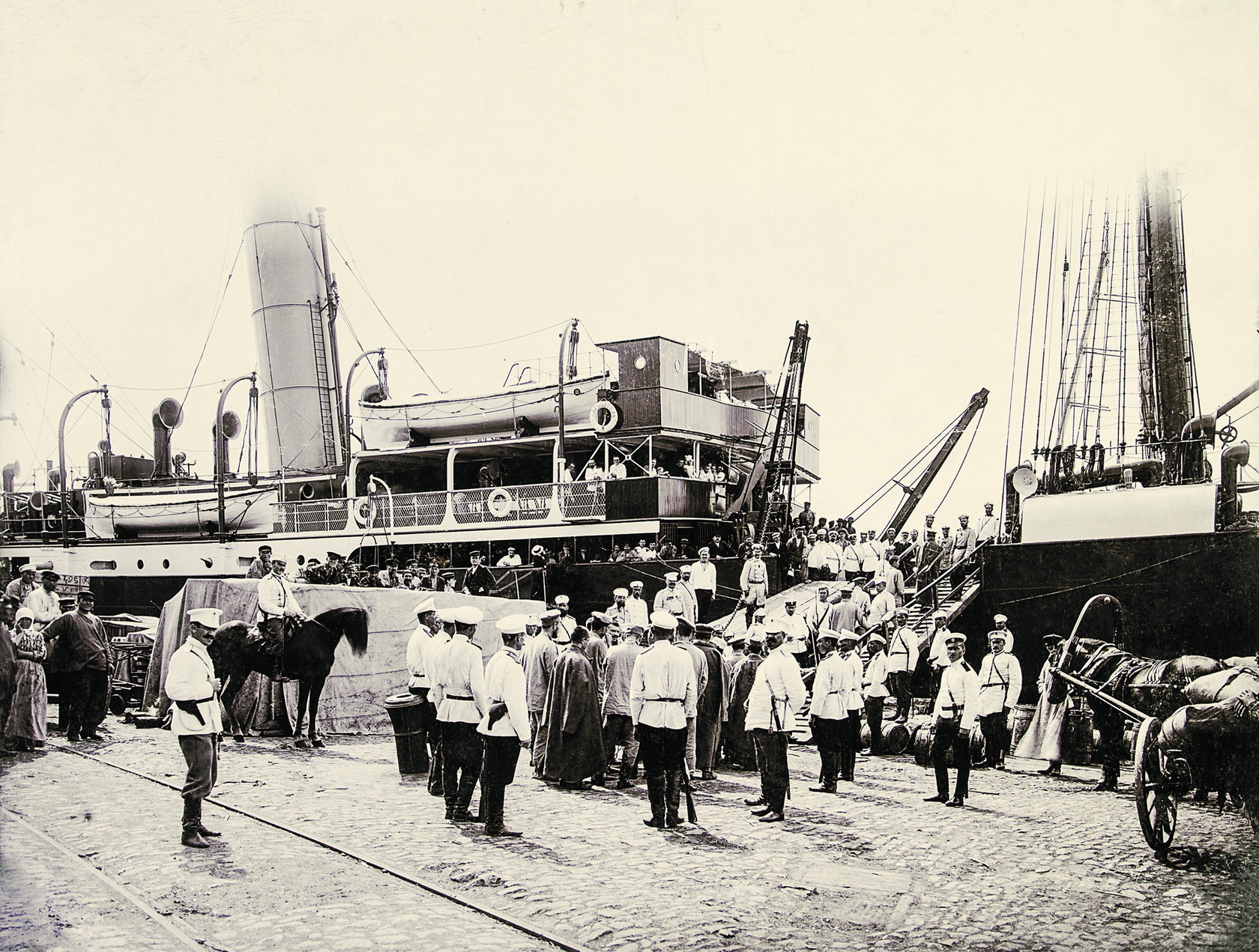
Сопровождение пешим и конным конвоем ссыльнокаторжных на пароход «Ярославль», 1893 год

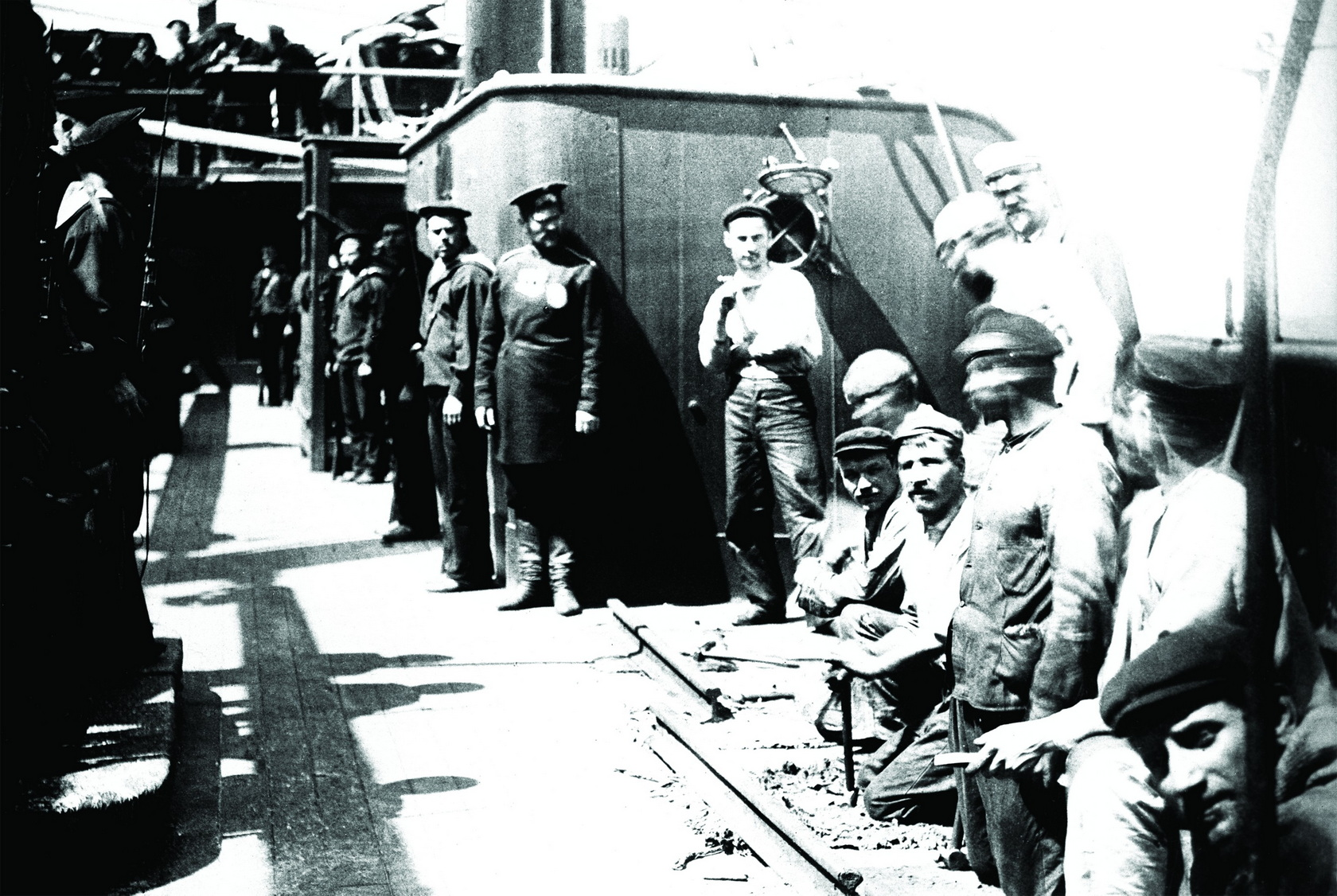
Коридор из конвоя и машинная команда парохода «Ярославль» в ожидании расковки ссыльнокаторжных, 1893 год

Первоначально во время регулярных перевозок надзор за арестантами на судах осуществился специально назначенными Главным тюремным управлением для этих целей лицами, а медицинское сопровождение поручалось специально командируемому врачу. Однако уже с 1884 года эти функции стали возлагаться на одного из помощников капитана, а медицинское сопровождение — на судового врача. К каждому рейсу с арестантами Главным тюремным управлением подготавливались специальные инструкции, в том числе в части обеспечения надзора за арестантами, их санитарным состоянием и здоровьем, а по возвращении по итогам рейса в управление предоставлялись подробные отчёты всеми ответственными лицами. Для охраны арестантов предусматривался конвой военно-морской команды численностью до 70 человек, в том числе состоявший их двух фельдшеров и одного санитара.
Для того, чтобы заключённые легче переносили длительные морские переходы, через несколько дней после отплытия, осуществлялась так называемая расковка. Процедура проводилась на верхней палубе в кормовой и носовой частях парохода членами машинной команды. Для расковки использовались железные брусья или колосники, клинья и молоты. Для охраны арестантов во время расковывания кандалов вдоль каждого из бортов парохода расставлялась цепь из караула, через которую преступники проходили к расковщикам. Соответственно в течение всего плавания заключенные проводили без кандалов. На время плавания из числа арестантов выбирались семь старост, которые выполняли функции посредников между экипажем и заключёнными. Их обязанности заключались в выполнении надзора за порядком и чистотой в арестантских отделениях, для выполнения этих обязанностей последние могли назначить себе нескольких помощников из числа арестантов. На позиции старост обычно выбирались люди, обладавшие влиянием и авторитетьм среди партии заключённых.

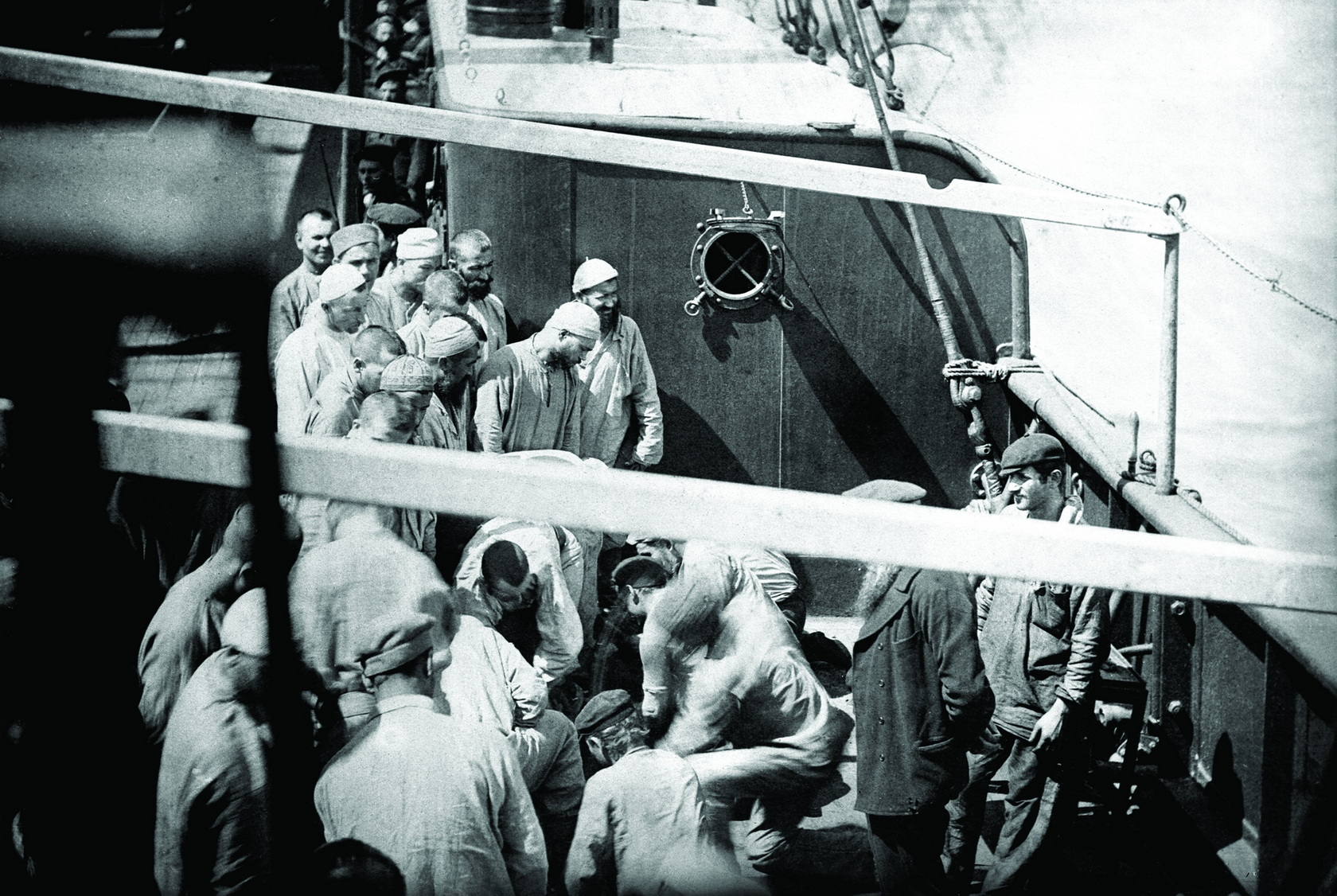
Расковка ссыльнокаторжных на пароходе «Ярославль», 1893 год

Каждый день для арестантов начинался в 6 часов с проводимой иеромонахом утренней молитвы. С 6 до 7 утра заключённым разносили чай с сахаром, а в 8 часов они подвергались медицинскому осмотру, если необходимо назначается лечение или определение в лазареты. В 10:30 после снятия «пробы» судовым врачом и ревизором был обед, состоявший, как правило, из миски щей или борща, а также нескольких кусков хлеба или сухарей. Горячее для обеда передавалось через специальные окна, оборудованные в решетках отделений, в баках, а хлеб и сухари заранее выдавались старостам отделений из расчета на несколько дней. В случае, если арестанты болели цингой, им выдавали чеснок, лук, квашеную капусту или хрен. Время с 12:00 до 14:00 бвло отведено для отдыха судовой команды и конвоя. В 14:00 заключённые вновь обеспечивались кипятком для приготовления чая, также в это время в лазаретах проводились перевязки, операции или электро-терапевтическое лечение. В 17:00 их кормили ужином из так называемой «кашицы» или «супа из макарон». С 19:00 до 20:00 в отделениях иеромонахом читались вечерние молитвы, по завершении которых арестанты переходили ко сну. Периодически в носовой и кормовой частях парохода устанавливались переносные установки, состоящие из труб и помпы, для проведения гигиенического душа морской водой для арестантов группами по 10—15 человек.
Ссыльнокаторжные со сроками от 4 до 6 лет доставлялись во Владивосток для передачи на строительство Уссурийской железной дороги. Далее судно направлялось к берегам Сахалина к Корсаковскому и Александровскому постам. На каждом из постов заключённых принимал смотритель местной тюрьмы, для этого на пост прибывали по три баржи, на которые переводились арестанты. Когда баржи отплывали от трапа парохода, сидевшие на них заключённые обычно снимали шапки, крестились и кланялись. С пристани каждого из постов вновьприбывших незамедлительно отводили в баню, снабжали чистым бельём, а узлы с вещами подвергали дезинфекции. Вне зависимости от погоды при разгрузке на постах пароход был вынужден стоять под парами, поскольку внезапные ветры и каменистое дно не позволяли обеспечить надежную якорную стоянку.
В течение рейса за деньги от пожертвований заключённые обеспечивались письменными принадлежностями для отправки писем домой. Возможность отправить письма была на стоянках во время рейса. По завершении рейса на Дальний Восток суда обыкновенно заходили в китайский Ханькоу и возвращались в Одессу с грузом чая.
Перевозка заключенных на сахалинскую каторгу морским путём началась в 1879 году. До постройки «Ярославля», который был специально спроектирован для доставки заключённых, перевозки ссыльнокаторжных осуществляли четыре других парохода Добровольного флота: «Нижний Новгород», «Кострома», «Петербург» и «Владивосток». Ежегодно пароходы Добровольно флота доставляли на Сахалин около тысячи мужчин и до 150 женщин, а также порядка 100 женщин и детей из семей заключённых, которые добровольно следовали за осуждёнными родственниками морским путем. Перевозки каторжан на остров были прекращены в 1905 году после поражения в Русско-японской войне и потери южной части Сахалина.

## История службы
Пароход был заказан 1 (13) мая 1892 года по десятилетней программе усиления Добровольного флота у шотландской судостроительной компании Denny & Со. Стоимость судна составляла 72 430 фунтов стерлингов или 831 206 рублей. В том же году началось строительство парохода, 17 (29) августа 1892 года ему было присвоено наименование «Ярославль», 9 (21) ноября 1892 года он был спущен на воду и 28 января (9 февраля) 1893 года был передан заказчику, а к 17 февраля (1 марта) 1893 года завершил переход с верфи в Одессу, где получил приписку к Одесскому торговому порту под № 695.

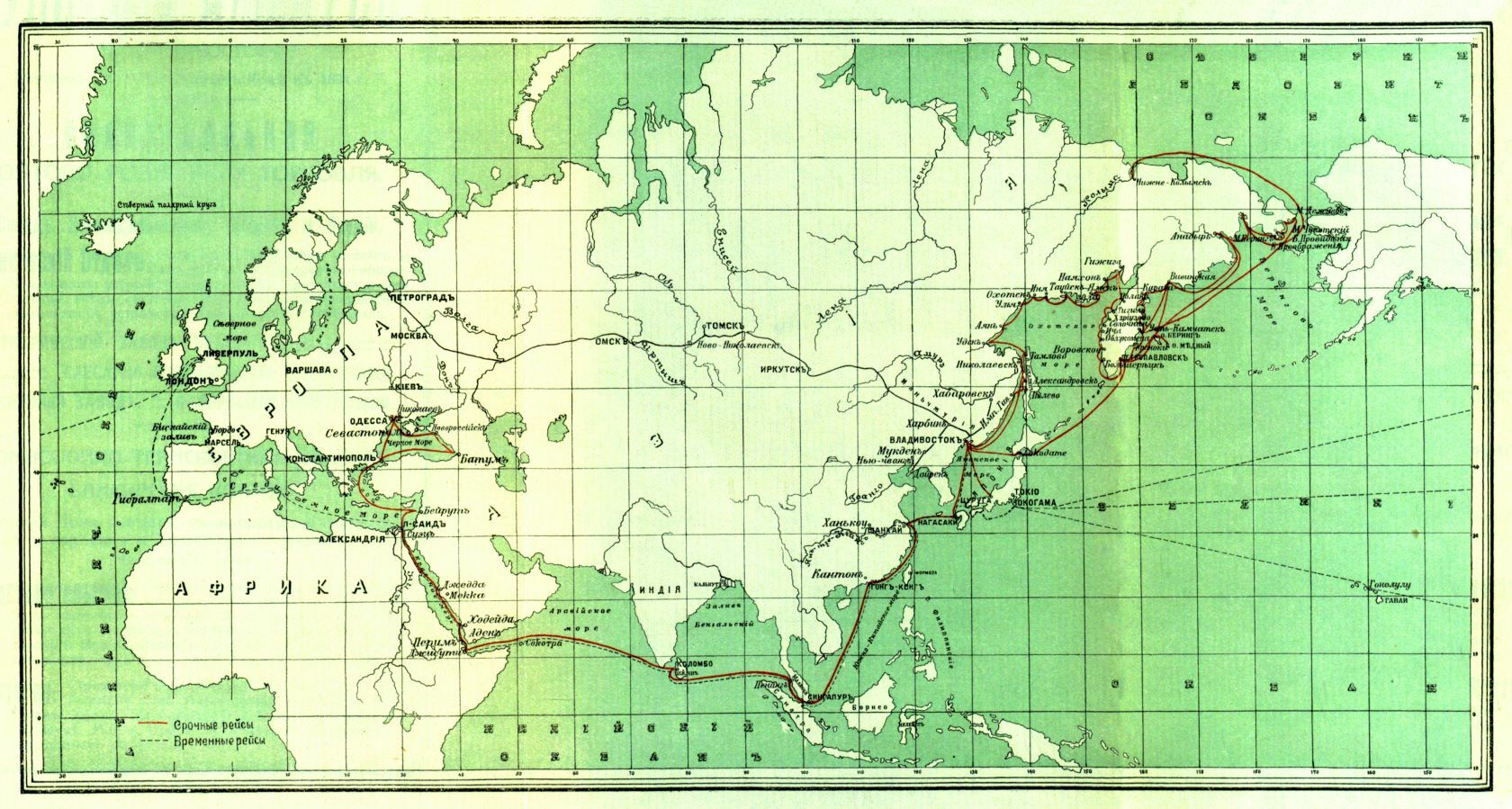
Карта курсирования пароходов Добровольного флота

В кампанию 1893 года с 9 (21) марта по 16 (28) марта на борт парохода были погружены по сведениям из различных источников 802—803 ссыльнокаторжных, от 60 до 68 конвоиров для их охраны, включая двух дополнительных фельдшеров и одного санитара, и 2900 тонн различных грузов, также на борт поднялись 10 пассажиров, и 16 (28) марта 1893 года «Ярославль» отправился с свой первый рейс из Одессы к портам Тихого океана. Во время первого плавания ответственным за транспортировку заключённых был назначен старший помощник капитана М. Д. Иванов. 22 марта (3 апреля) пароход прибыл в Порт-Саид, откуда была отправлена почта, в том числе арестантская, в Россию. Расковка арестантов первого рейса осуществлялась во второй день плавания по Красному морю, то есть 24 марта (5 апреля). Переход по Красному морю при противном ветре, высокой влажности и температуре воздуха около 23°. После выхода из моря в Индийский океан умер один из транспортируемых заключённых, страдавший воспалением лёгких. 27 марта (8 апреля) на пароходе была отслужена ночная пасхальная служба, а на следующий день по случаю праздника заключённым были выданы куличи и по 0,5 чарки водки. Плавание по Индийскому океану сопровождалось попутным ветром и проходило при температуре воздуха до 26°. 6 (18) апреля 1893 года пароход прибыл на Цейлон, где провёл порядка 12 часов в Коломбо на погрузке небольшого количества угля, однако по прибытии в Сингапур 12 (24) апреля на судно пришлось погрузить почти полный запас угля, на что ушли целые сутки. 20 апреля (2 мая) 1893 года «Ярославль» прибыл во Владивосток, где на работы по строительству Уссурийской железной дороги с него были сняты первые 150 заключённых. 4 (16) мая пароход покинул Владивосток и 6 (18) мая прибыл к Корсаковскому посту, где с него были сняты еще 200 арестантов, также один из арестантов скончался во время перехода. С 9 (21) мая по 12 (24) мая судно находилось у Александровского поста, где с него сошёл на берег последний 451 арестант и поднялись на борт несколько женщин с детьми из числа жён умерших ссыльнокаторжных, а также крестьян. Вечером 12 (24) мая пароход взял курс на Владивосток, затем перешёл в Ханькоу, откуда вернулся в Одессу с грузом чая.
Впоследствии пароход использовался для совершения регулярных рейсов на дальневосточной линии, как правило 2 раза в год — в марте и августе. В кампанию 1899 года в апреле во время нахождения парохода во Владивостоке произошел единственный зафиксированный за всю историю службы случай побега двух арестантов, перевозившихся на судне. В 1901 году судно подверглось капитальному ремонту в Думбартоне на верфи компании William Denny & Brothers. В кампанию тоже 1901 года при переходе в Южно-китайском море на пароходе сломался один из гребных винтов, однако ему удалось добраться до Сайгона, используя второй гребной винт.

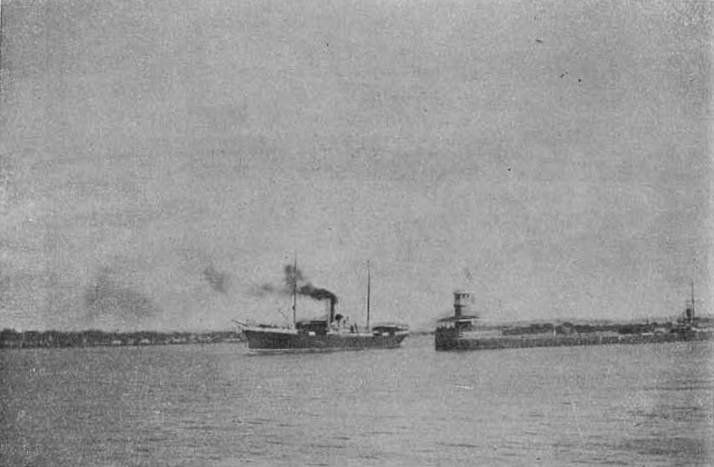
Пароход «Ярославль» при выходе из гавани в Коломбо

За первые 10 лет службы по состоянию на 1903 год «Ярославль» стал самым дорогим пароходом Добровольного флота — среднегодовой заработок от его фрахта составлял 590 914 рублей, к этому времени пароходом было пройдено 368 922 морских мили. Однако после возвращения в Одессу в декабре 1903 года из очередного рейса во Владивосток, в связи с началом русско-японской войны 15 (28) июня 1904 года он был передан из состава Добровольного флота в Морскому ведомству в качестве транспорта и 23 октября (5 ноября) 1904 года вышел из Одессы для соединения с флотом. 26 октября (8 ноября) 1904 года прибыл в бухту Суда, где находился до прибытия отряда под командованием контр-адмирала Д. Г. Фелькерзама и вместе с ним к 15 (28) декабря 1904 года пришёл в Носи-Бе, где был включен в IV-e отделение транспортов Второй Тихоокеанской эскадры. Во время похода эскадры на Дальний Восток «Ярославль» использовался для бункеровки двигавшихся в её составе кораблей. В Цусимском сражении пароход участия не принимал, поскольку до его нала покинул эскадру и 12 (25) мая 1905 года пришёл в Вусунг, после чего ушёл в Шанхай, где находился до завершения войны. После войны 26 октября (8 ноября) 1905 года покинул Шанхай и спустя три дня 29 октября (11 ноября) 1905 года в Кобе вновь вошёл в состав Добровольного флота, после чего использовался для транспортировки российских военнопленных из японских портов во Владивосток. 10 (23) марта 1906 года «Ярославль» вернулся в Одессу с Дальнего Востока и был вновь поставлен на регулярное сообщение на дальневосточной линии в качестве пассажирского парохода.
В кампании 1912 и 1913 годов совместно с пароходами «Владимир», «Воронеж», «Екатеринослав», «Киев», «Кострома», «Курск», «Могилев», «Нижний Новгород», «Пермь» и «Тамбов» совершал регулярные рейсы на дальневосточной линии между Одессой и Владивостоком с заходом в порты Константинополя, Порт-Саида, Джибути, Коломбо, Сингапура, Ханькоу, Шанхая и Нагасаки. В марте 1914 года по завершении очередного рейса из Одессы во Владивосток был переведён на западно-камчатскую линию. После начала Первой мировой войны пароход продолжал использоваться как транспорт в водах Тихого океана, однако 22 февраля (6 марта) 1916 года был мобилизован Морским ведомством для выполнения военных перевозок и 27 февраля (11 марта) 1916 года был направлен из Владивостока в Дайрен, для доставки части русского экспедиционного корпуса во Францию. По завершении доставки 10 (23) июля 1916 года был вновь возвращён в состав Добровольного флота. До окончания войны использовался для доставки экспортных грузов из стран союзников в порты Русского Севера. После подписания советским правительством Брестского договора в марте 1918 года был реквизирован британцами в Данди.
Во время нахождения в собственности у британцев был приписан к Лондонскому порту и передан управлению The Shipping Controller. Фактически использовался в качестве транспортного парохода компанией Royal Mail Steam Packet Co. пока в апреле 1923 года по решению суда не был передан советскому правительству и включён в состав советского Добровольного флота. Однако уже в сентябре 1923 года техническое состояние парохода было признано неудовлетворительным и он еще с двумя судами за 28 000 фунтов стерлингов был продан немецкой компании на слом. 23 октября 1923 года при переходе из Англии к месту разбора сел на камни у берегов Дании. В апреле следующего 1924 года был снят с камней и в ноябре того же года перепродан итальянской компании, которая разрезала его на металл в Генуе.

## Командиры парохода
Командирами парохода «Ярославль» в составе Добровольного флота в разное время служили:
- лейтенант В. Н. Китаев (1893 год)[30];
- капитан 2-го ранга П. К. Орановский (1903—1905 годы)[31];
- капитан 2-го ранга Я. К. Лахматов (1913 год)[32].

## Память

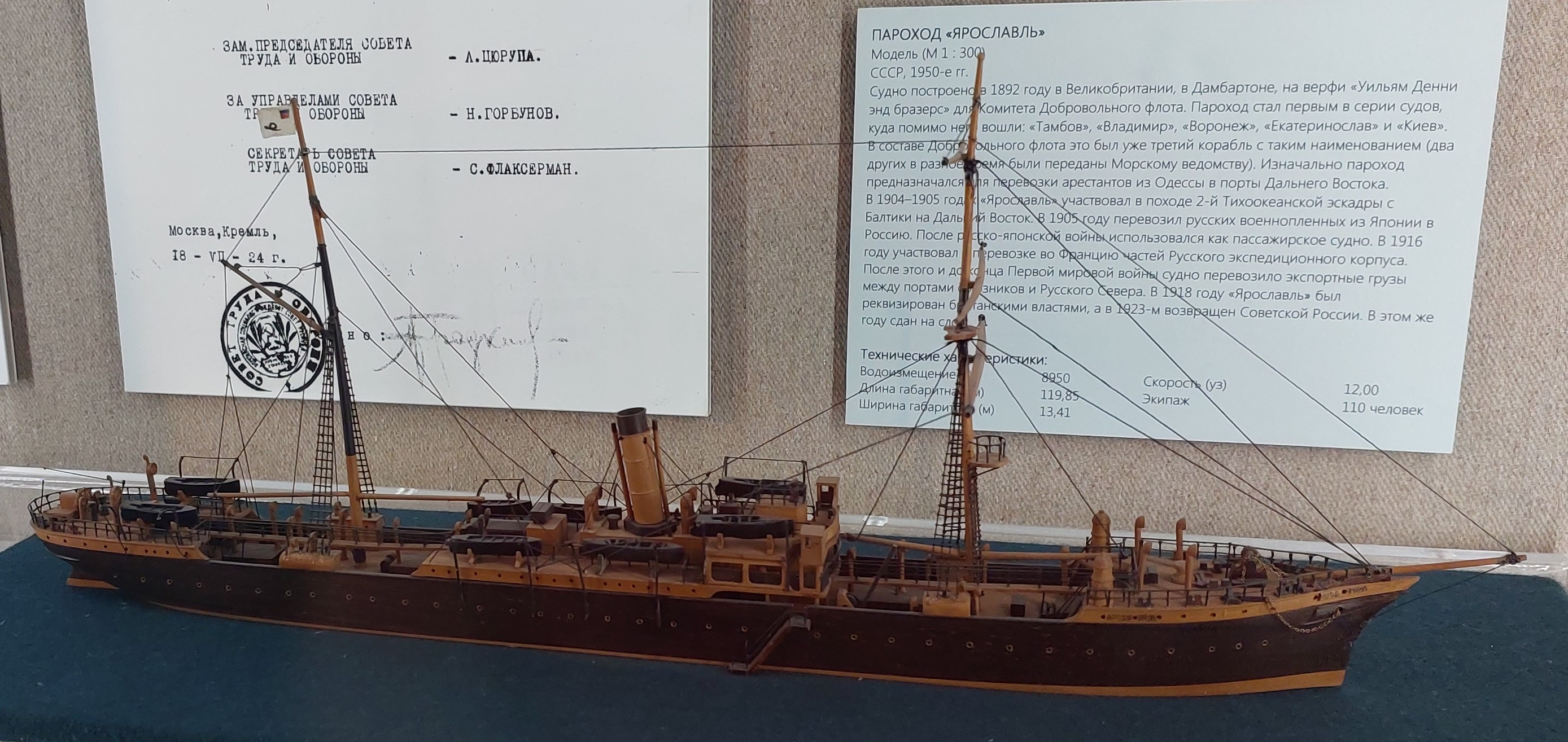
Модель парохода-транспорта «Ярославль» из коллекции Музея морского флота в Москве

Пароход «Ярославль» представлен в российской литературе. В частности фигурирует в произведениях «Как я попал на Сахалин», «Каторга. Сахалин» и «Каторга-2. Добрый человек» В. М. Дорошевича, который в 1897 году совершил путешествие на борту парохода до Сахалина, романе В. С. Пикуля «Каторга», а также в публицистике писателя А. Б. Широкорада «Россия выходит в Мировой океан». Как сам пароход, так и особенности судовой жизни перевозимых на нём заключённых подробно описаны в воспоминаниях судового врача А. В. Щербака, опубликованных в 6, 7 и 8 номерах журнала Главного тюремного управления «Тюремный вестник» в 1893 году.
В судомоделизме известно две модели парохода: цветная модель парохода, построенная по чертежам однотипного парохода «Тамбов», была представлена на временной выставке «Из истории морских перевозок ссыльнокаторжных на остров Сахалин: пароход-транспорт „Ярославль“ (третий)» к 143-летию уголовно-исполнительной системы, также деревянная модель парохода в масштабе 1:300 представлена в составе постоянной экспозиции Музея морского флота в Москве.